# Benjamin Gommert
Benjamin Yves Gommert (* 1. Mai 1985 in Bad Segeberg) ist ein ehemaliger deutscher Fußballtorhüter.

## Karriere
Nach seinen Anfängen in der Jugend des TV Trappenkamp wechselte er im Sommer 1999 in die Jugendabteilung des VfB Lübeck. Nachdem er dort auch zu Einsätzen in der 2. Mannschaft gekommen war, wechselte er im Sommer 2007 in die Regionalliga Süd zu Wacker Burghausen. Am Ende der Saison, in der er zwei Spiele bestritt, konnte er sich mit seinem Verein für die neu geschaffene 3. Liga qualifizieren. Nachdem er in der neuen Saison ohne Einsatz geblieben war, wechselte er in die Oberliga Nordost zum FSV Zwickau. Dort war er Stammtorhüter und kam auf 26 Spiele, schloss sich allerdings im Sommer 2010 wieder seinem Jugendverein in Lübeck an. Nach sechs Spielen wechselte er im Winter 2011 zum Bayernligisten SV Seligenporten. 
Im Sommer 2011 erfolgte sein Wechsel in die Regionalliga Nord zum SV Meppen. Dort war er sechs Spielzeiten Stammtorhüter und stieg mit seinem Verein am Ende der Saison 2016/17 in die 3. Liga auf.
Er blieb allerdings der Liga erhalten und schloss sich zum dritten Mal dem VfB Lübeck an. Im März 2020 wurde die Saison 2019/20 aufgrund der COVID-19-Pandemie unterbrochen. Der VfB hatte zu diesem Zeitpunkt 25 Spiele absolviert und stand auf dem 1. Platz. Als der Abbruch der Spielzeit beschlossen wurde, wurde der VfB zum Meister und Aufsteiger in die 3. Liga erklärt, da die Nord-Staffel in diesem Jahr den Direktaufsteiger stellte. Obwohl er mittlerweile seinen Stammplatz an Lukas Raeder verloren hatte, kam er dann auch noch zu seinem ersten Einsatz im Profibereich, als er am 22. Mai 2021, dem 38. Spieltag, beim 1:1-Auswärts-Unentschieden gegen Hansa Rostock in der Startformation stand. Der VfB stieg wieder in die Regionalliga Nord ab, woraufhin Gommert den Verein mit seinem Vertragsende verließ. Ab Ende August 2021 spielte er noch eine Saison für den Landesligisten SC Blau-Weiß Papenburg und erreichte mit der Mannschaft den Aufstieg in die Oberliga, beendete aber anschließend seine Spielerkarriere.
Stattdessen wurde er im Sommer 2022 Torwarttrainer beim SV Rödinghausen, bei dem er neben dem Torwarttraining der Regionalliga-Mannschaft auch das der zweiten Mannschaft und der U19- und U17-Junioren übernahm.

## Erfolge
SV Meppen
- Aufstieg in die 3. Liga: 2017
- Meister der Regionalliga Nord: 2017

VfB Lübeck
- Aufstieg in die 3. Liga: 2020
- Meister der Regionalliga Nord: 2020